# Leandro Andrade
Leandro Livramento Andrade (Tavira, 24 settembre 1999) è un calciatore capoverdiano con cittadinanza portoghese, centrocampista del Qarabağ.

## Carriera

### Club
Dopo aver giocato a lungo nelle serie inferiori portoghesi, il 28 luglio 2020 viene acquistato a titolo definitivo dalla squadra bulgara del Černo More Varna.

### Nazionale
Nel 2022 ha esordito in nazionale.

## Statistiche

### Presenze e reti nei club
Statistiche aggiornate al 20 novembre 2024.
| Stagione                | Squadra                 | Campionato              | Campionato | Campionato | Coppe nazionali | Coppe nazionali | Coppe nazionali | Coppe continentali | Coppe continentali | Coppe continentali | Altre coppe | Altre coppe | Altre coppe | Totale | Totale |
| Stagione                | Squadra                 | Comp                    | Pres       | Reti       | Comp            | Pres            | Reti            | Comp               | Pres               | Reti               | Comp        | Pres        | Reti        | Pres   | Reti   |
| ----------------------- | ----------------------- | ----------------------- | ---------- | ---------- | --------------- | --------------- | --------------- | ------------------ | ------------------ | ------------------ | ----------- | ----------- | ----------- | ------ | ------ |
| 2018-2019               | Olhanense               | CdP                     | 17         | 0          | CP              | 0               | 0               |                    | -                  | -                  |             | -           | -           | 17     | 0      |
| 2019-2020               | Fátima                  | CdP                     | 24         | 4          | CP              | 2               | 0               |                    | -                  | -                  |             | -           | -           | 26     | 4      |
| 2020-2021               | Černo More Varna        | 1L                      | 17+7       | 0          | CB              | 1               | 0               |                    | -                  | -                  |             | -           | -           | 25     | 0      |
| 2021-gen. 2022          | Černo More Varna        | 1L                      | 18         | 2          | CB              | 2               | 0               |                    | -                  | -                  |             | -           | -           | 20     | 2      |
| Totale Černo More Varna | Totale Černo More Varna | Totale Černo More Varna | 42         | 2          |                 | 3               | 0               |                    | -                  | -                  |             | -           | -           | 45     | 2      |
| gen.-giu. 2022          | Qarabağ                 | PL                      | 9          | 3          | CA              | 5               | 1               | UECL               | 1                  | 0                  |             | -           | -           | 15     | 4      |
| 2022-2023               | Qarabağ                 | PL                      | 26         | 7          | CA              | 1               | 0               | UCL+UEL+UECL       | 3+3+2              | 0+0+1              |             | -           | -           | 35     | 8      |
| 2023-2024               | Qarabağ                 | PL                      | 36         | 11         | CA              | 4               | 0               | UCL+UEL            | 4+14               | 0+4                | -           | -           | -           | 58     | 15     |
| 2024-2025               | Qarabağ                 | PL                      | 24         | 9          | CA              | 1               | 0               | UCL+UEL            | 6+8                | 1+1                | -           | -           | -           | 39     | 11     |
| Totale Qarabağ          | Totale Qarabağ          | Totale Qarabağ          | 95         | 30         |                 | 11              | 1               |                    | 41                 | 7                  |             | -           | -           | 147    | 38     |
| Totale carriera         | Totale carriera         | Totale carriera         | 178        | 36         |                 | 16              | 1               |                    | 41                 | 7                  |             | -           | -           | 235    | 44     |

## Palmarès

### Club

#### Competizioni nazionali
- Campionato azero: 4

Qarabağ: 2021-2022, 2022-2023, 2023-2024, 2024-2025
- Coppa d'Azerbaijan: 2

Qarabağ: 2021-2022, 2023-2024

### Individuale
- Capocannoniere del campionato azero: 1

2024-2025 (15 reti)